# Танзанія на літніх Олімпійських іграх 2000
На XXVII літніх Олімпійських іграх, що проходили в Сіднеї у 2000 році, Танзанія була представлена 4 спортсменами (3 чоловіками та 1 жінкою) в одному виді спорту — легка атлетика. Прапороносцем на церемоніях відкриття і закриття Олімпійських ігор була бігунка Рестітута Джозеф.
Країна вдев'яте за свою історію взяла участь у літніх Олімпійських іграх. Атлети Танзанії не завоювали жодної медалі.

## Легка атлетика
Чоловіки
Трекові і шосейні дисципліни
| Спортсмен           | Дисципліна | Гіт       | Гіт   | Чвертьфінал | Чвертьфінал | Півфінал  | Півфінал | Фінал        | Фінал        |
| Спортсмен           | Дисципліна | Результат | Місце | Результат   | Місце       | Результат | Місце    | Результат    | Місце        |
| ------------------- | ---------- | --------- | ----- | ----------- | ----------- | --------- | -------- | ------------ | ------------ |
| Зебедайо Байо       | марафон    | Н/Д       | Н/Д   | Н/Д         | Н/Д         | Н/Д       | Н/Д      | 2:26:24      | 61           |
| Анджело Пітер Симон | марафон    | Н/Д       | Н/Д   | Н/Д         | Н/Д         | Н/Д       | Н/Д      | не фінішував | не фінішував |
| Фокасі Вілброд      | марафон    | Н/Д       | Н/Д   | Н/Д         | Н/Д         | Н/Д       | Н/Д      | не фінішував | не фінішував |

Жінки
Трекові і шосейні дисципліни
| Спортсмен        | Дисципліна | Гіт           | Гіт           | Чвертьфінал | Чвертьфінал | Півфінал   | Півфінал   | Фінал      | Фінал      |
| Спортсмен        | Дисципліна | Результат     | Місце         | Результат   | Місце       | Результат  | Місце      | Результат  | Місце      |
| ---------------- | ---------- | ------------- | ------------- | ----------- | ----------- | ---------- | ---------- | ---------- | ---------- |
| Рестітута Джозеф | 5000 м     | не стартувала | не стартувала | —           | —           | —          | —          | —          | —          |
| Рестітута Джозеф | 10000 м    | 33:12.18      | 21            | не пройшла  | не пройшла  | не пройшла | не пройшла | не пройшла | не пройшла |